# Ravager
Ravager es un alias utilizado por múltiples personajes ficticios que aparecen en los cómics publicados por DC Comics. La mayoría aparecen en series protagonizadas por los Jóvenes Titanes y tienen una conexión con el villano Slade Wilson/Deathstroke. El nombre también ha sido utilizado por el equipo de superhéroes no relacionados Los Ravagers. Ravager se traduce como "Devastador".
El primer Ravager fue Grant Wilson, el hijo mayor de Deathstroke. El alias Ravager fue utilizado posteriormente por un asesino anónimo que trabajaba para Harvey Dent/Two-Face, el rival de Deathstroke, Bill Walsh, y el medio hermano de Deathstroke, Wade LaFarge. El Ravager más reciente y actual es Rose Wilson, la hija de Deathstroke, quien es el único personaje heroico que adopta el alias.
En acción real, Ravager debutó como el personaje original Isabel Rochev en la segunda temporada de la serie Arrowverso Arrow, interpretada por Summer Glau. Grant Wilson también apareció en la primera temporada de Legends of Tomorrow y la temporada final de Arrow interpretado por Jamie Andrew Cutler. Chelsea Zhang interpretó a Rose Wilson en su debut de acción en vivo en la serie Titanes en la segunda temporada.

## Biografía ficticia

### Grant Wilson
El primer Ravager es el hijo mayor de Deathstroke, Grant Wilson. Mientras vive en la ciudad de Nueva York, el apartamento de Grant queda destrozado por la repentina llegada de la princesa alienígena Starfire y los Gordanianos siguiéndola. Grant culpa a los Jóvenes Titanes por esto y acepta un contrato de H.I.V.E. para matarlos. H.I.V.E. le da a Grant un suero que le permite imitar las habilidades y los reflejos mejorados de su padre, pero el procedimiento defectuoso pronto mata a Grant, lo que hace que Deathstroke responsabilice a los Titanes por su muerte.
Grant fue resucitado temporalmente por Hermano Sangre para proteger a Kid Eternity. En el enlace de Teen Titans con el crossover de Blackest Night, Grant Wilson fue reanimado como miembro del Black Lantern Corps, atacando a su padre y su media hermana, Rose Wilson.

#### The New 52
En septiembre de 2011, The New 52 reinició la continuidad de DC. En esta nueva línea de tiempo, se cambió la historia de Grant. Parece que Midnighter lo golpeó y lo mató en una explosión, pero regresó después de unos años tratando de matar a su padre. Grant manipula subrepticiamente a Deathstroke, aliándose con los padres de una de las víctimas de Slade y enviando a varios villanos llamados Legacy para debilitar al mercenario antes de enfrentarse realmente a él. Posteriormente, incluso teniendo la oportunidad de matar a Deathstroke, Grant dudó y simplemente se alejó. Grant apareció más tarde siendo controlado mentalmente por Jericho. Más tarde fue asesinado por Deathstroke en su intento de matar a Jericho.

#### DC Rebirth
La historia de fondo de Grant se amplía más tarde en Deathstroke: Rebirth. En sus años más jóvenes como niño, tuvo una relación tensa con su padre Slade, quien fue duro con él y estaba distante de su hermano menor Joe. Su tensa vida familiar lo lleva a huir cuando era adolescente y, sin saberlo, se encuentra con jóvenes miembros de H.I.V.E. que han estado espiando a su familia y se arriesgaron a reclutarlo. Grant estableció una relación con una de las jóvenes y llegó a unirse a H.I.V.E. en su vida adulta. En la historia de "Lazarus Contract", Deathstroke intenta revivir a Grant robando la supervelocidad de Wally West y Wally West II para viajar en el tiempo y cambiar el pasado, pero no tuvo éxito.

### Desconocido
El segundo Ravager era un asesino a sueldo sin nombre que trabajaba para el notorio criminal Dos Caras de Gotham City para eliminar a Batman. Ravager atrajo a Batman a una trampa al construir su reputación como un peligroso asesino en serie, pero durante la confrontación en la parte superior de una presa, Ravager fue derrotado y cayó al agua debajo, para nunca más ser visto.

### Bill Walsh
El tercer Ravager es Bill Walsh, un antiguo rival de Deathstroke que toma el título para atraer a Deathstroke a la batalla. Años antes de asumir el nombre de Devastador, Walsh era conocido como el Chacal y estuvo involucrado en el secuestro del hijo menor de Slade, Joseph (quien se convirtió en el héroe Jericho), lo que finalmente resultó en que le cortaran la garganta a Joseph y lo dejaran mudo. Como Devastador, Walsh intenta matar a Slade con una bomba. Slade, en cambio, mata a Walsh y desactiva la bomba.

### Wade DeFarge
El cuarto Ravager es el medio hermano de Slade, Wade LaFarge, un asesino a sueldo de poca monta que usa el nombre para burlarse de Slade. Cuando era niño, LaFarge se sentía resentido e inferior a Wilson, quien a menudo lo cuidaba. En la edad adulta, LaFarge conocería a una mujer llamada Adeline Kane, se enamoraría de ella y tendría una relación con ella por un tiempo. Sin embargo, sus tendencias algo abusivas la alejaron y ella se unió a las fuerzas especiales. Curiosamente, conocería a Slade Wilson allí, y los dos, sin darse cuenta de su conexión mutua a través de LaFarge, se enamorarían y se casarían. Esto llevó a LaFarge al límite, y secuestró a los hijos de Slade y Addie, los niños pequeños Grant y Joe, y trató de lavarles el cerebro para que creyeran que su padre era un hombre malvado. Justo antes de que pudiera causar algún daño permanente a la familia, su propia madre, Frannie LaFarge, le disparó por un precipicio. Se dio por muerto, pero el frío cauterizó sus heridas y sobrevivió. LaFarge se obsesionó con destruir la relación de Slade y Addie para poder recuperarla y contrató al mercenario conocido como "El Chacal", otro hombre que guarda rencor contra Slade, para secuestrar a los niños Wilson y obligar a Slade a revelar su doble identidad. vida como Deathstroke para Addie. Después de no poder matar a Slade y perseguir románticamente a Adeline, Wade fue llevado a las profundidades de la clandestinidad y arrestado después de que se presumiera muerta a una Adeline enloquecida. Años más tarde, una fuente anónima le ofreció a Ravager $ 100,000 para realizar un golpe en Rose Wilson, la hija de Deathstroke y Lili Worth (una ex de Slade). Asesinó brutalmente a sus padres adoptivos, pero fue interrumpido por los Jóvenes Titanes, quienes afirmaron que habían recibido una pista anónima. Todo el grupo quedó inconsciente con gas Halothane, y Rose y Ravager se despertaron en la guarida de Deathstroke. Deathstroke hizo las paces con su hija y le ofreció la oportunidad de reavivar su relación y también convertir el legado de Ravager en algo bueno nuevamente. La tomó como su aprendiz y la dejó matar primero al hombre que asesinó a su madre. Rose Wilson mató a LaFarge con la espada de Deathstroke y se convertiría en el cuarto Ravager. El nombre de Wade en este número aparece erróneamente como Wade DeFarge.
En el vínculo de Teen Titans con el cruce de Blackest Night, Wade LaFarge fue reanimado como miembro del Black Lantern Corps, atacando a Rose y Slade. Luchó contra Rose, quien intentó incinerarlo, pero luego descubrió que Rose estaba poseída por su hermano Jericho.

### Rose Wilson
El quinto Ravager es Rose Wilson, la hija ilegítima de Slade. En un momento, Deathstroke la manipula y le lava el cerebro para que se convierta en su aprendiz. Después de un breve período de entrenamiento con Nightwing en un intento de hacer que la Sociedad Secreta de Supervillanos deje en paz a Blüdhaven, Rose se da cuenta de que Deathstroke no tiene sus mejores intereses en el corazón y lo deja. Un año después de los eventos de Crisis infinita, se unió a los Jóvenes Titanes, como se ve en Teen Titans (vol. 3) #34 (mayo de 2006).

## Los Ravagers
Los Ravagers (en lugar de Ravager) también existen como el nombre de un equipo en los cómics de DC. En septiembre de 2011, The New 52 reinició la continuidad de DC. En esta nueva línea de tiempo, los Ravagers se presentan como un grupo de adolescentes superpoderosos que han escapado de los planes de Harvest en El Sacrificio. El título The Ravagers apareció por primera vez como parte de la segunda ola de The New 52 en 2012. El equipo se formó después de que los Jóvenes Titanes y los Legionaires atrapados en la actualidad fueran secuestrados por Harvest, y luego detuvo al villano y escapó. El equipo incluye a Beast Boy, Terra, Thunder y Lightning, Ridge y Fairchild.

## Otras versiones

### Titans Tomorrow
En la historia de "Titans Tomorrow", los Jóvenes Titanes retroceden en el tiempo después de unirse a la Legión de Super-Héroes, solo para llegar diez años hacia su propio futuro. Descubren que, de adultos, son malvados dictadores autoritarios. Sin embargo, se ha formado un equipo de Titanes del Este para detenerlos. Rose Wilson es miembro de Titanes del Este y está enamorada de Bart Allen, entonces Flash, que está espiando a los malvados Titanes. Rose y Flash ayudan a los Jóvenes Titanes a regresar a casa.
El concepto se revisa en Teen Titans vol. 3, donde reveló que el futuro ha cambiado un poco. El futuro Bart Allen ahora es tan inescrupuloso como sus compañeros de equipo, y la contraparte de Rose está muerta. No existe una división Titans East/Titans West, ya que todos pertenecen a un ejército de Titans de compañeros de equipo muy ampliado.

### Tiny Titans
Rose aparece en Tiny Titans, aunque no pasa por Ravager. Lleva un parche en el ojo derecho y tenía un ojo intacto debajo. No se menciona si el parche se usó para mejorar su vista.

### Flashpoint
En la línea de tiempo alternativa del evento Flashpoint, Rose Wilson fue secuestrada por personas desconocidas, donde su padre Deathstroke, un pirata, la está buscando. Deathstroke y su compañera Jenny Blitz localizaron a Rose, que estaba cautiva en la flota del Caretaker. Deathstroke formuló un plan, mientras él y Jenny luchaban contra la tripulación de Caretaker y logran salvar a Rose. Después de luchar contra la flota de Caretaker, Rose rescató a Deathstroke y Jenny de ahogarse, y luego se reunió con su padre y navegó hacia un destino desconocido.

### DC Bombshells
Ravager aparece en la continuidad de DC Bombshells como miembro del Coven junto con Barbara Gordon y Enchantress. Esta versión es una pirata profética y usa sus habilidades para predecir los movimientos de sus oponentes y advertir a sus camaradas que no se alejen de Belle Reeve Manor. Si bien Killer Croc es específico sobre por qué Batgirl y Enchantress están en bayou Manor, solo afirma que Ravager "hizo algo malo". Después de que Francine Charles prueba que la profecía de Ravager sobre nunca dejar a Belle Reeve es falsa, el Aquelarre, Charles y Killer Croc forman el Escuadrón Suicida de Amanda Waller.

## En otros medios

### Televisión

#### Animación
- La versión Rose Wilson de Ravager aparece en Teen Titans Go!, con la voz de Pamela Adlon. En el episodio "Cool School", originalmente fue detenida en el Centro Correccional Juvenil de Jump City, donde escapa del confinamiento y se encuentra con los Teen Titans. Ella los derrota fácilmente usando insultos que tocaron sus áreas sensibles, a excepción de Raven, de quien se hace amiga después de descubrir su aptitud mutua para el humor ingenioso y sarcástico. Luego, los dos pasan el rato juntos, para disgusto de los otros titanes. Finalmente, Rose piensa en dañar a un civil, lo que Raven no permite, lo que provoca una pelea entre ellos. Rose domina a Raven y está a punto de acabar con ella cuando los otros titanes vienen a rescatarla. Cuando los Titanes se dan cuenta de que la propia debilidad de Rose es el afecto sincero, comienzan a reafirmar su amistad, lo que enferma a Rose hasta la derrota. Más tarde aparece en "Operation Dude Rescue", donde se une a Starfire, Raven, Jinx y Terra para salvar a Robin, Beast Boy y Cyborg de The Brain. Al principio, Rose se niega a unirse a ellos, pero luego se convence de unirse a ellos y le dice a Raven que la extrañaba, reparando su amistad. También hace cameos en "Black Friday", "Bottle Episode" y "The Titans Show", este último donde lucha contra los titanes junto a los villanos en el punto culminante del reality show Control Freak's Island Adventures.
- La versión Rose Wilson de Ravager aparece en DC Super Hero Girls. Aparece como una estudiante de Super Hero High y tiene un cameo sin hablar.
- El Chacal aparece en Deathstroke: Knights & Dragons, con la voz de Chris Jai Alex. En esta serie, es un mercenario blindado junto con el Tigre de Bronce que ayuda a H.I.V.E. a reclutar a Slade Wilson. En una década antes del escenario actual, ataca y rompe la pierna de Adeline Wilson y secuestra a Joseph con la esperanza de obligarlo a trabajar con él. Más tarde es apuñalado cuando Deathstroke lo deja a él y a Tiger por muertos, pero no antes de que Chacal le ordene a un soldado que le corte la garganta a Joseph.[21] En el presente, Chacal ha adoptado a Rose Wilson, transformándola en la reina H.I.V.E. y su disciplina junto con Jericho/Joseph transformado con planes de dominación mundial. Luego muere cuando los niños Wilson lo traicionan y muere en una explosión.

#### Acción en vivo
- Las versiones de Ravager aparecen en los proyectos establecidos en Arrowverso:
  - Summer Glau interpreta a Isabel Rochev en Arrow. Su historia de fondo se revela en la novela Arrow: Vengeance. Es huérfano de niño por Bratva, Rochev fue adoptado por una pareja estadounidense y se mudó a los Estados Unidos. Al obtener una pasantía en Queen Consolidated, tuvo una aventura con el director ejecutivo Robert Queen, pero finalmente fue abandonada por él. En la segunda temporada del programa, Rochev aparece inicialmente como el nuevo socio 50/50 de Oliver Queen en Queen Consolidated. En algún momento se revela que fue entrenada en secreto por Slade Wilson/Deathstroke con la intención de apoderarse de la empresa como venganza por lo que le hizo el padre de Oliver. Después de ser mortalmente herido por John Diggle, Wilson salva a Rochev con una transfusión de sangre, infectándola con el suero Mirakuru en el proceso. Se pone una máscara y toma el apodo de Ravager como parte del ejército de Deathstroke. Cuando Deathstroke desata su ejército en Starling City, Rochev participa en el ataque, sobre todo matando al alcalde Sebastian Blood por traicionar a Wilson. En el final de temporada, Rochev es capturado por los vigilantes que protegen Starling City. Al demostrar que no coopera y se jacta de que Deathstroke mató a la madre de Oliver, Nyssa al Ghul le rompe el cuello a Rochev.[22]
  - Jamie Andrew Cutler interpretó al Grant Wilson de Tierra-16 en el episodio "Star City 2046" de Legends of Tomorrow. Esta versión toma el nombre de Deathstroke en homenaje a su padre y comienza un levantamiento que lleva a Star City a la ruina. Ha derrotado al anciano Oliver Queen y le ha cortado el brazo. Más tarde, Grant es derrotado por Oliver de Tierra-16, John Diggle, Jr. de Tierra-16 y las Leyendas que viajan en el tiempo.[23]
  - El nombre de Grant se mencionó en el episodio de Arrow "Promises Kept", donde su hermano Joe le revela su existencia a su padre Slade, quien luego busca a sus dos hijos. La futura contraparte de Grant Wilson aparece en el episodio "Present Tense" interpretado nuevamente por Jamie Andrew Cutler. Se convierte en el último Deathstroke y lidera una versión anterior de Deathstroke Gang para seguir los pasos de su padre. En el momento en que fueron traídos al presente, Mia Smoak , Connor Hawke, y William Clayton al principio lo confundieron con un John Diggle Jr. desplazado en el tiempo cuando llegan al lugar donde Deathstroke Gang tenía su escondite en 2040. Después de que Green Arrow los rescata de una trampa con bomba activada por movimiento, William y Connor se sinceraron sobre las partes malas de 2040 que incluyeron a Grant Wilson entrenando a John Diggle Jr. para que fuera su aprendiz, así como la muerte de Zoe Ramirez que dejó a John Diggle y Rene Ramirez devastados. Cuando se trataba del ataque planeado de Deathstroke Gang, Team Arrow y Future Team Arrow llevaron la batalla a tres frentes diferentes. Cuando Grant es derrotado, Green Arrow convence a Mia de que no lo mate. Dinah Drake mencionó que Grant fue arrestado y remitido a la Penitenciaría de Blackgate.
- Chelsea Zhang interpreta a Rose Wilson en Titanes de DC Universe haciendo su debut en la segunda temporada.[24] En el episodio "Rose", Rose huye de su padre Slade Wilson/Deathstroke. Mientras huía, es encontrada por Dick Grayson, quien fue testigo de sus habilidades de lucha a través de un informe de noticias de televisión, lo que llevó a Dick a reclutarla para los Titanes, pero Rose sigue negando su oferta de protección. Más tarde, al final del episodio, Doctor Light ataca a Dick y Rose. Después de su incorporación al equipo, comienza una relación con Jason Todd, el segundo Robin. En el episodio "Faux Hawk", se revela en un flashback que Wintergreen trajo a Rose en contra de los deseos de Slade y muestra poderes curativos, deseando ser parte de la familia. Slade comienza a entrenarla para una misión encubierta para infiltrarse en los Titanes como venganza por la muerte de Jericho.

### Película
- Una versión alternativa de Rose Wilson hace su debut animado en Justice League: Crisis on Two Earths, con la voz de Freddi Rogers. Aquí, ella tiene el pelo rojo en lugar de blanco (probablemente debido a la Tierra paralela). Ella es la hija de Slade Wilson, el presidente de los Estados Unidos en la Tierra paralela del Sindicato del Crimen y usa su notoriedad para denunciar públicamente al Sindicato y la política de apaciguamiento de su padre (está fuertemente implícito que Ultraman mató personalmente a la madre de Rose). Más tarde, J'onn J'onzz la salva de un intento de asesinato por parte de Archer y se ofrece como voluntario para ser su guardaespaldas personal. Los dos se enamoran rápidamente. Una vez que el Sindicato es derrotado, se separan. Cuando Wonder Woman le sugiere que busque a la contraparte principal de Rose, J'onn especula: "Con mi suerte, ella será malvada".

### Varios
- Si bien Rose nunca apareció en la serie animada Teen Titans, apareció como antagonista en un número del cómic relacionado, Teen Titans Go! número 49. Como Ravager, regresa a Jump City, con la esperanza de reclamar "lo que es suyo por derecho". Ravager encuentra y ataca a Wintergreen y al profesor Chang, quienes tenían algo que pertenecía a su padre. Después de volar la fábrica de robots de Chang, se enfurece en Jump City, decidida a continuar con el legado de su padre al derrotar a los Jóvenes Titanes de una vez por todas. Después de un duelo con Robin, los Titanes la ayudan a comprender que no tiene que continuar con el legado de su padre y le ofrecen un hogar y una familia mientras la convencen de que es libre de tomar sus propias decisiones en la vida. Conmovida por las palabras de amistad de los Titanes, decide entrenar con frecuencia (pero no unirse oficialmente) con ellos hasta que esté lista para enfrentar su futuro como una mejor persona.[25]
- Rose Wilson aparece como Ravager en la temporada 11 de Smallville. Ella intenta continuar el trabajo de su padre (Slade en esta continuidad había sido un general con una obsesión por detener a los vigilantes con superpoderes, hasta que quedó catatónico después de que Clark lo puso en la Zona Fantasma), eliminando a 'la próxima generación' de superhéroes. Su equipo Ravager parece estar fuertemente modelado después de lo que usó Deathstroke en la segunda temporada de Arrow.[26]
- En la novela vinculada "Arrow: Vengeance", que detalla la historia de fondo de Deathstroke en el programa Arrow, se revela que Wade DeForge era el oficial al mando de Slade en el gobierno y medio hermano del difunto Billy Wintergreen. DeForge había enviado a Slade y Wintergreen a la fatídica misión que resultó en que fueran a Lian Yu , Billy traicionó a Slade, Slade se vio obligado a matar a Wintergreen e inyectarse el Mirakuru. Más tarde, cuando Slade regresa de la isla, abusa de los recursos del gobierno para aprender sobre Oliver Queen, con quien está obsesionado debido a que el Mirakuru afecta su mente. DeForge descubre esto, junto con el asesinato de Wintergreen por parte de Slade, y lo confronta en su casa justo cuando Slade descubre que Oliver está vivo y bien, lo que hace que Slade pierda el control y mate a DeForge, junto con su esposa Adeline y su hijo Joseph . La novela no es canónica en algunos elementos, como en el final de la temporada 5, donde Oliver le da a Slade información sobre Joe, incluida su ubicación actual. El hijo de Slade, Joe, apareció en la sexta temporada como un joven y un villano, mientras su madre estaba viva. También tiene un hermano llamado Grant que dice que lo mató, creyendo que su madre lo repudió, pero Slade sospecha de esto y emprende una búsqueda para encontrar a sus hijos.

### Videojuegos
- En Injustice: Dioses entre nosotros, el nombre de Grant Wilson aparece en una lista de éxitos durante el outro de Deathstroke. Además, Rose Wilson aparece como Ravager como una carta auxiliar no jugable en la versión móvil de ese juego.
- En DC Universe Online, se menciona a Grant como el hijo de Deathstroke que fue asesinado por los Titanes. Cuando los Titanes se encuentran con Deathstroke, menciona vengarse de su hijo. Adeline y Jericho se reúnen con él al poseer el cuerpo de Deathstroke para derrotar a Terra. Rose Wilson también aparece como Ravager.
- La encarnación de Teen Titans Go! de Rose Wilson aparece como un personaje no jugable en Lego Dimensions con Pamela Adlon retomando el papel. Aparece en una misión secundaria en la que el jugador la ayuda a escapar del centro de detención juvenil de Jump City.
- La encarnación de Rose Wilson de Ravager aparece como un personaje jugable en Lego DC Super-Villains.